# Władysławów (powiat lubelski)
Władysławów – wieś w Polsce położona w województwie lubelskim, w powiecie lubelskim, w gminie Bychawa.
W latach 1975–1998 miejscowość administracyjnie należała do ówczesnego województwa lubelskiego.
Wierni Kościoła rzymskokatolickiego należą do parafii Najświętszej Maryi Panny Matki Kościoła w Kosarzewie.